# Drei-Stufen-Test (Rundfunkrecht)
Als Drei-Stufen-Test wird ein Verfahren in Deutschland bezeichnet, das seit 2009 bei der Überprüfung der Vereinbarkeit der sogenannten Telemedienangebote der öffentlich-rechtlichen Sender mit den gesetzlichen Vorschriften angewendet wird.

## Rechtliche Grundlage
Der Drei-Stufen-Test bezieht sich auf § 32 des am 7. November 2020 in Kraft getretenen Medienstaatsvertrages (MStV), der die Legitimität öffentlich-rechtlicher und damit beitragsfinanzierter Online-Angebote sicherstellen soll. Das Genehmigungsverfahren stellt durch den dreistufigen Test fest, ob bestimmte Online-Angebote (im Fachjargon Telemedien) der öffentlich-rechtlichen Rundfunkanstalten von deren Auftrag erfasst sind. Andernfalls dürfen die entsprechenden Angebote entweder nicht eingeführt werden oder sind im Falle von bereits bestehenden Angeboten umgehend zu entfernen. Die Sender haben in ihren Aufsichtsgremien detaillierte Telemedienkonzepte vorzulegen, auf deren Grundlage die Prüfung erfolgt.

## Ablauf der drei Stufen
Das Online-Angebot wird im Rahmen des Drei-Stufen-Tests gem. § 32 Abs. 4 MStV daraufhin geprüft, 
1. Stufe: ob es den demokratischen, sozialen und kulturellen Bedürfnissen der Gesellschaft entspricht,
2. Stufe: in welchem Umfang es in qualitativer Hinsicht zum publizistischen Wettbewerb beiträgt und
3. Stufe: welcher finanzielle Aufwand hierfür erforderlich ist.
Der Drei-Stufen-Test ist vom jeweiligen Gremium der öffentlich-rechtlichen Rundfunkanstalt (Rundfunk-, Fernseh- oder Hörfunkrat) durchzuführen.
Diesem Verfahren müssen neue oder veränderte Online-Angebote der Öffentlich-Rechtlichen Rundfunkanstalten unterzogen werden. Auch alle bisher bestehenden Angebote waren innerhalb des Zeitraums vom 1. Juni 2009 bis 31. August 2010 zu überprüfen. 

## Hintergrund
Hintergrund dieses Verfahrens ist eine 2003 bei der Europäischen Kommission eingereichte Beschwerde des Verbands Privater Rundfunk und Telemedien (VPRT), die zu einem Verfahren gegen die Bundesrepublik Deutschland wegen Verdachts auf Vorliegen einer unerlaubten Beihilfe geführt hatte, das wiederum 2007 mit einem Kompromiss (dem sogenannten Beihilfekompromiss) beendet worden war. Deutschland hatte sich darin verpflichtet, den gesetzlichen Auftrag der öffentlich-rechtlichen Rundfunkveranstalter zu konkretisieren und ein geeignetes Verfahren zur Überprüfung der Gesetzmäßigkeit der Online-Aktivitäten der Sender einzuführen. Als ein wichtiges Vorbild für den in seiner Art einmaligen Drei-Stufen-Test diente der ebenfalls dreistufige „Public Value Test“, der von 2007 bis 2017 vom britischen BBC Trust zur Bewertung von neuen Programmangeboten der BBC angewandt wurde.

## Kritik
Aufgrund des großen Aufwands wurde der Drei-Stufen-Test zuweilen auch als bürokratisches Monster bezeichnet, das für den öffentlich-rechtlichen Rundfunk einen erheblichen Mehraufwand in finanzieller und personeller Hinsicht bedeute. 
In der Fachliteratur wurde die Verfassungsmäßigkeit des Drei-Stufen-Tests in Zweifel gezogen.